# El Porvenir Nejwits
El Porvenir Nejwits är en ort i Mexiko.   Den ligger i kommunen Oxchuc och delstaten Chiapas, i den sydöstra delen av landet, 800 km öster om huvudstaden Mexico City. El Porvenir Nejwits ligger 1 332 meter över havet och antalet invånare är 125.
Terrängen runt El Porvenir Nejwits är lite bergig. Runt El Porvenir Nejwits är det ganska glesbefolkat, med 22 invånare per kvadratkilometer. Närmaste större samhälle är Veinte de Noviembre, 9,9 km söder om El Porvenir Nejwits. I omgivningarna runt El Porvenir Nejwits växer i huvudsak städsegrön lövskog.